# Hector Crémieux
Pour les articles homonymes, voir Crémieux.
Hector Crémieux est un auteur dramatique né le 10 novembre 1828 à Paris et mort le 2 octobre 1892 à Paris.

## Biographie

### Famille
Hector Crémieux est issu d'une lignée de Juifs du pape installés à L’Isle-sur-la-Sorgue. Il est le petit-fils de Menahem, né à L'Isle sur la Sorgue en 1775, chef de parc des équipages auxiliaires de la Grande Armée. Menahem s'installe à Paris avec son épouse, Noémie, née Montel, en 1801, et suit les campagnes napoléoniennes. Il meurt à Vilnius en décembre 1812 pendant la Retraite de Russie. Ses trois fils - Jacob Vidal, Félix et Eugène - feront du commerce des chevaux leur profession.
Le père d'Hector, Jacob Vidal, est né à Nîmes en 1798. Il épouse Esther Salvador (1800-1866), le 19 décembre 1820. Marchand de chevaux à Paris, éleveur au haras du Chatet (Allier), cavalier, organisateur de courses et de paris équestres, il est également collectionneur de tableaux. Il meurt à Neuilly en 1826.

### Enfance
Hector voit le jour le 10 novembre 1828 à trois heures de l’après-midi au n° 14 de l’avenue de Neuilly, qui deviendra officiellement l’avenue des Champs-Elysées en 1864.
Élève au Collège royal de Bourbon à partir de la classe de septième, il obtient pour l'année scolaire 1839-1840 « un prix extraordinaire pour avoir trois fois de suite été le premier ». De 1840 à 1844, il cumule les premières places en thème latin et grec ainsi qu'en version latine et grecque.

### Premiers pas
Vers l'âge de vingt ans, il écrit quatre pièces qui ne seront jamais éditées. Sur la couverture d'Auteur et Mari, il indique : « Ma première pièce. 1 acte en vers. Fait au Collège ». Et son adresse : 9 rue de Greffulhe dans le 8ème arrondissement de Paris.
Hector écrit ensuite Les sept rois de Rome, une « fantaisie en vers » en un acte qui se déroule aux Enfers après la mort de Romulus (515 av J-C.). Puis Cunobelinus XIII, mais, lit-on sur la page de garde, ce « projet d’opérette n’a pas eu de suite / avec Eugène Lavoix ». Enfin, « Un Caprice de Louis XV », « premier essai de drame - 1849 ou 1850 - dont la première partie a été publiée en feuilleton à Rennes dans le journal Le Progrès.
Ses études terminées au lycée Bourbon, Hector suit deux cursus de l’Académie de Paris, Lettres et Droit. À 18 ans, il reçoit le diplôme de bachelier ès Lettres. Puis, à 21 ans, celui de docteur en Droit décerné par l’Académie de Rennes.
Lors de la révolution de Février 1848, il est lieutenant dans la garde mobile.
L’année suivante, Hector, appartenant à la classe 1849, tire le 195, un « mauvais numéro » qui l'oblige à faire son service militaire. Il s’inscrit, le 27 février 1850, sur le tableau de recensement de la commune de Neuilly. Le 11 mai, il reçoit son ordre à comparaître devant le Conseil de Révision, adressé Château de Madrid, à Neuilly. Ayant un frère saint-cyrien, Adolphe Lange, il est exempté aux termes de la loi du 21 mars 1832.

### Mariage avec Sophie
Le 4 septembre 1851, Hector épouse Sophie Jeanne Baptiste Gandillot. Sophie est la fille de Jean-Denis Gandillot (Mondon,1797 - Paris, 1863) et de Sophie Marquiset (Besançon, 1804 - Paris, 1873) Polytechnicien, directeur d'une entreprise de fers creux laminés possédant une usine à Épinay-sur-Seine et de magasins d’exposition à Paris, Jean-Denis est issu d’une lignée de cultivateurs-vignerons du Doubs que l’on peut faire remonter au début du 17ème siècle.
Leur union est bénie au temple de l’église Réformée à l’Oratoire de Paris, rue Saint-Honoré par un pasteur protestant, Athanase Coquerel. Les drames pourtant n’ont pas manqué de frapper les premières années de leur mariage. Une petite Marie, née en juin 1857, meurt à l'âge de trois mois. Jean, né en 1860, ne vivra que trois ans. Une fille, Jeanne naît en 1864.

### Carrière
Le 27 février 1852, Hector est nommé commis, au salaire de 1800 francs mensuels, à la direction des Palais et Manufactures. Il a comme collègue Ludovic Halévy avec lequel il écrira plusieurs livrets. Le 23 septembre, il est promu rédacteur, au salaire de 2000 francs. Le 27 janvier suivant, le voici rédacteur au Second bureau de la Division des Dépenses et de la Dotation mobilière au ministère de la Maison de l’Empereur. Ayant assuré ses arrières sur le plan financier, il peut s’adonner, à ses heures perdues, à l’écriture.
Hector débute, en 1852, dans le monde littéraire en compagnie de son frère Paul Émile, agent de change et, accessoirement, chroniqueur hippique. À leurs frais, ils font imprimer, chez Michel Lévy Frères éditeurs, Fiesque, drame en vers en cinq actes et huit tableaux d'après La conjuration des Fiesque, pièce en prose de Friedrich Schiller. Les frères Crémieux en feront un drame en alexandrins, vers rimés, césure à l’hémistiche.
Le 19 janvier 1856, le nom de Crémieux apparaît pour la première fois son nom sur une affiche. Il a 27 ans. Élodie ou le Forfait nocturne, est une opérette en un acte, écrite avec Léon Battu sur une musique de Léopold Amat, « fortement retouchée par Offenbach » selon le journaliste Louis Schneider qui ajoute : « Elle fut jugée fort drôle ».
En 1856, une accusation de plagiat, est lancée par Louis Pelletier concernant Qui perd gagne, pièce jouée à l’Odéon. L'affaire n'aura pas de suite judiciaire, le plaignant acceptant les arguments de Crémieux.
La même année, Crémieux écrit une opérette en un acte Le Financier et le Savetier dont la musique est composée par Jacques Offenbach. C'est leur première collaboration. Le livret s'inspire de la fable de Jean de La Fontaine, Le Savetier et le Financier, mais dont Crémieux inverse la morale, ce que peut laisser supposer le titre. Benedict Jouvin du « Figaro » descend en flamme le livret, estimant que l'œuvre est seulement sauvée pas la musique.
Crémieux est un habitué des fêtes somptueuses données par Offenbach, à Paris ou dans sa villa Orphée, à Étretat. Le 28 mars 1857, Offenbach organise à Paris un bal costumé où sont présents Nadar, Bizet, Villemessant (le patron du « Figaro », Delibes, Gustave Doré. Pour l'occasion, Crémieux a écrit L’Enfant trouvère, une parodie du « Trouvère », opéra de Verdi créé, quatre ans plus tôt, au Théâtre-Italien. Les décors sont de Nadar, Carjat et Marchal. Le manuscrit du livret laisse à penser que la pochade peut avoir été écrite en collaboration avec Pierre Decourcelles (archives familiales). Paul Émile Crémieux (Emilio Cremioso sur le programme de la soirée) tient le rôle de la bohémienne Abus-de-Chaînes (Azucena chez Verdi), Hector Crémieux (Ettore Cremioso) celui de la Frezzolin, Laide-au-Nord (Leonora).

### Orphée aux Enfers
En 1858, à l’âge de 30 ans, Hector Crémieux connaît la gloire avec Orphée aux Enfers, opéra-bouffon en deux actes et quatre tableaux dont la première représentation a lieu le 21 octobre aux Bouffes-Parisiens. À l'époque, Crémieux apparaît comme l'unique auteur du livret ainsi qu'il est indiqué sur l'affiche du spectacle. Dans son incontournable “Offenbach” (Fayard), Jean-Claude Yon crédite Crémieux du livret, en ajoutant : “ auteur anonyme” : Halévy. Aujourd'hui, on parle le plus souvent d'une œuvre de Crémieux et Halévy.
Ludovic Halévy est collègue de Crémieux au Ministère d'Etat. Ils ont commencé à écrire Orphée quand le premier est promu au Ministère de l'Algérie. Alors que deux actes seulement ont été ébauchés, Halévy, qui en a eu l'idée, abandonne la partie,.
Le 21 octobre 1858, l’aventure démarre mal. Le public est dérouté, la critique mauvaise. Seul ou presque, Jules Noriac du “Figaro-Programme”, est enthousiaste. Des polémiques suscitées par ce dynamitage en règle de l'Olympe se lèvent,.
Finalement, la machine décolle, le succès enfle, le public afflue. Les têtes couronnées d'Europe se bousculent passage Choiseul. Napoléon III voit deux fois cet opéra-bouffon qui, pourtant, ne ménage pas le personnel politique de l'époque, ni l'entourage de l'Empereur. Il y aura, pour cette première production, deux-cents-vingt-huit représentations. Enfin, le 5 juin 1859, à minuit, le rideau tombe sur un dernier galop infernal. Pour l’année 1858, le total des recettes s’élève à 306 000 francs. Deux tiers des droits d'auteur vont à Crémieux, un tiers à Halévy.

### Consécration
Avec Offenbach, les livrets et les succès s’enchaînent : La Chanson de Fortunio, Le Pont des Soupirs, Monsieur de Choufleuri restera chez lui le …  (écrit en collaboration avec le duc de Morny, demi-frère de Napoléon III). Le maestro l’appellera, enfin, pour une nouvelle version de Geneviève de Brabant, la première, celle de Tréfeu et Jaime, ayant échoué. Crémieux en fera un succès.
Pour célébrer l'Empereur, Crémieux écrit trois cantates - en 1858, 1859 et 1862. Les deux premières seront jouées au Théâtre de la Porte Saint-Martin et lui vaudront chacune une médaille de reconnaissance de la Maison de l'Empereur. La troisième cantate sera interdite, dans des circonstances un peu confuses, mais Crémieux recevra néanmoins une nouvelle médaille.
En 1863, l'oncle d'Hector, Adolphe Crémieux (1796-1880), avocat, député, sénateur, ancien ministre de la Justice du gouvernement provisoire en 1848 et futur ministre de la Justice du gouvernement de la Défense nationale en 1870, lui suggère d'adapter la nouvelle de Prosper Mérimée, Colomba. Il a l'accord de l'auteur et du compositeur Edmond Membrée. Adolphe est mélomane. En 1828, il fut l'un des coauteurs du Guillaume Tell de Rossini. La tâche sera menée à son terme mais l'œuvre ne sera jamais exécutée.
Le 13 août 1864, à l’avant-veille de la Fête Nationale, Jean-Baptiste Vaillant, Maréchal de France et ministre de la Maison de l’Empereur, élève Hector Crémieux au rang de Chevalier de l’Ordre impérial de la Légion d’Honneur.
Ayant abandonné sa carrière de fonctionnaire, Crémieux ne cesse de travailler pour le théâtre. En une vingtaine d'années, il compose, presque toujours en collaboration, des pièces de théâtre et de nombreuses opérettes pour Offenbach, Hervé ou Léo Delibes (Les Buveurs, Les Eaux d'Ems). Mais aussi pour des compositeurs moins connus : Henri Caspers, Léon Battu, Alphonse Varney, Adolphe de Groot, Julius Benedict, Léon Vasseur. Parmi ses œuvres les plus notables (outre celles déjà mentionnées d'Offenbach et Delibes) :  Le Pied de mouton (avec Cogniard frères, musique de Sylvain Mangeant et Alexandre Artus), Les Bergers (avec Philippe Gilles, musique d'Offenbach), Robinson Crusoé (avec Eugène Cormon, musique Offenbach), Le petit Faust (avec Adolphe Jaime, musique Hervé), Les Turcs (avec Adolphe Jaime, musique Hervé), Le Trône d'Écosse (avec Adolphe Jaime, musique Hervé), La Foire Saint-Laurent (avec Albert Saint-Alban, musique Offenbach. Au théâtre : Germaine (d'après le roman d'Edmond About), Autour du mariage (d'après le roman de GYP, alias comtesse de Martel), L'Abbé Constantin (d'après le roman de Ludovic Halévy).
Crémieux écrit parfois des pièces à la demande qui sont jouées en privé. Le 29 mars 1868, pour l'anniversaire de la comtesse de Pourtalès, il donne L'impromptu de la monnaie, œuvre dans laquelle il tient le premier rôle, celui de Baldaquin. Pour l'inauguration du Cercle de Deauville, le 14 août 1876, il est chargé du toast inaugural qu'il déclame en alexandrins rimés. Il fréquente les salons, en particulier celui de Madame de Loynes. On y croise Ernest Renan, Georges Clémenceau, Anatole France, Jules Lemaître, Pierre de Courcelles…  Une amitié forte lie Crémieux et Renan, comme en témoigne Ernest Daudet.
Sophie Crémieux tient elle-même salon tous les quinze jours boulevard de Courcelles. Elle y reçoit le Général Boulanger dont Crémieux était partisan, ou Félix Faure (archives familiales)

### Mort
Le 4 mai 1891, son épouse, Sophie, décède en Suisse, à Nyon. Dans la nuit du 1er au 2 octobre 1892, Hector se suicide d’un coup de pistolet dans la tempe. Sa dépression avait été notée par certains de ses proches qui craignaient ce geste. D'autres ne pouvaient l'imaginer. Ainsi, il s'en était ouvert à Victor Koning, directeur du Théâtre du Gymnase.
Le diabète qui le faisait souffrir depuis des années, la mort de sa femme et, peut-être, le départ du domicile familial de sa fille Jeanne qui a épousé son cousin, Maurice Gandillot, lui avaient ôté les goût de la vie.
Certains ont évoqué la faillite, de la Société des dépôts et comptes courants dont il avait été le secrétaire général. Ce n'est pas l'avis de Ludovic Halévy qui, répondant au journal Le Gaulois, précise : « Ce que je puis, en tout cas, vous affirmer, c'est qu'Hector n'a pas été poussé au suicide par des questions d'intérêt. Il n'a jamais joué à la Bourse et, tout au plus, achetait-il et vendait-il pour son amusement, non pas par spéculation. Il jouait... oui, aux courses, et, comme tout sportsman, même d'occasion, il ne lui déplaisait pas de gagner une dizaine de louis sur un cheval. »
Hector Crémieux est enterré dans le carré juif du cimetière Montmartre. Sa tombe n'est plus identifiable.

## Œuvres

### Théâtre
- Qui perd gagne, comédie en un acte et en prose, avec Émile Lame, théâtre de l'Odéon, 21 juin 1856.
- Une demoiselle en loterie, opérette en 1 acte de Jacques Offenbach, livret d’Adolphe Jaime et Hector Crémieux, théâtre des Bouffes-Parisiens, 27 juillet 1857
- Germaine, drame en cinq actes tiré du roman d'Edmond About, avec Adolphe d'Ennery, théâtre de la Gaîté, 3 avril 1858.
- La Voie Sacrée, ou les Étapes de la gloire, drame en cinq actes et quatorze tableaux, avec Woestyne et Bourget (Porte-Sainte-Martin, 1859).
- Le Savetier de la rue Quincampoix, drame en cinq actes, avec Adolphe d'Ennery, théâtre de la Gaîté, 3 novembre 1859.
- Aladin, ou la Lampe merveilleuse, féerie nouvelle en quatre actes et 20 tableaux, avec Adolphe d'Ennery, théâtre du Châtelet, 3 octobre 1863.
- La Bonne aux camélias, comédie-vaudeville en un acte, avec Adolphe Jaime, théâtre des Bouffes-Parisiens, 6 septembre 1867.
- À qui le singe ?, vaudeville en un acte, avec Jaime (Palais-Royal, 1868). D'après le manuscrit, trois autres titres avaient été envisagés : « Le petit de la jardinière », « Chabouzel », et « On s’était déguisés ».
- Le Tour du cadran, folie-vaudeville en cinq actes et six tableaux, avec Henry Bocage, théâtre des Variétés, 9 septembre 1872.
- Le Salon cerise, comédie en un acte, avec Ernest Blum, théâtre de la Renaissance, 23 novembre 1873.
- La Carte forcée, comédie en deux actes, avec Maurice Pernety, théâtre du Gymnase, 13 avril 1882.
- Autour du mariage, comédie en cinq actes, tirée du roman de Gyp, théâtre du Gymnase-Dramatique, 19 octobre 1883.
- La Charbonnière, drame en cinq actes et sept tableaux, avec Pierre Decourcelle, théâtre de la Gaîté, 30 janvier 1884.
- L'Abbé Constantin, comédie en quatre actes et qui eut un immense succès, tirée du roman éponyme de Ludovic Halévy, avec Pierre Decourcelle, théâtre du Gymnase, 4 novembre 1887.

### Opéras, opéras-comiques, opérettes
- Élodie ou le Forfait nocturne, opérette en un acte, avec Léon Battu sur une musique de Léopold Amat ( première le 19 janvier 1856)
- Le Financier et le Savetier, opérette-bouffe en un acte, musique de Jacques Offenbach, théâtre des Bouffes-Parisiens, 23 septembre 1856.
- Une demoiselle en loterie, opérette bouffe en un acte, avec Adolphe Jaime, musique de Jacques Offenbach, théâtre des Bouffes-Parisiens, 27 juillet 1857.
- Orphée aux Enfers, opéra-bouffe en deux actes et quatre tableaux, avec Ludovic Halévy, musique de Jacques Offenbach, théâtre des Bouffes-Parisiens, 21 octobre 1858 (première version). Donné en décembre 2023 à l'Opéra de Lausanne dans une mise-en scène d'Olivier Py. Repris au Théâtre du Capitole de Toulouse en janvier-février 2025.
- La Voie sacrée, ou les Étapes de la gloire, drame militaire en cinq actes et 12 tableaux, avec Eugène Woestyn et Ernest Bourget, musique de Alexandre Artus, théâtre de la Porte-Saint-Martin, 28 juin 1859.
- Ma tante dort, opéra-comique en un acte, Théâtre-Lyrique, 21 janvier 1860 ; Opéra-Comique, 17 septembre 1860) ;
- Le Pied de mouton, grande féerie-revue-ballet en 21 tableaux, imitée de Alphonse Martainville, avec les Frères Cogniard, théâtre de la Porte Saint-Martin, 8 septembre 1860
- La Chanson de Fortunio, opéra-comique en un acte, avec Ludovic Halévy, musique de Jacques Offenbach, théâtre des Bouffes-Parisiens, 5 janvier 1861. Repris à l'Opéra-Comique en décembre 2009 (version d'orchestre).
- Les Deux buveurs, opéra-comique en 1 acte, avec Ludovic Halévy, musique de Léo Delibes (Bouffes-Parisiens, janvier 1861)
- Le Pont des Soupirs, opéra bouffe en 2 actes, avec Ludovic Halévy, musique de Jacques Offenbach (Bouffes-Parisiens, 23 mars 1861 ; version en 4 actes, Variétés, 8 mai 1868). Repris en 1987 au Théâtre de Paris, à Nabcy et à Liège ( 170 représentations)  dans une mise en-en-scène de Jean-Michel Ribes. Et par les Tréteaux lyriques à l'Espace Cardin en novembre 2012 dans un remise en scène de Rémy Préchac.
- Les Eaux d'Ems, opérette en un acte, avec Ludovic Halévy, musique de Léo Delibes, théâtre des Bouffes-Parisiens, 9 avril 1861
- Monsieur Choufleuri restera chez lui le 24 janvier 1833, avec Charles de Morny, Ernest L'Épine, et Ludovic Halévy, musique de Jacques Offenbach, 1861.
- La Baronne de San-Francisco, opérette en deux actes, avec Ludovic Halévy, musique de Henri Caspers, théâtre des Bouffes-Parisiens, 27 novembre 1861.
- Le Roman comique, opéra-bouffe en trois actes, avec Ludovic Halévy, musique de Jacques Offenbach, théâtre des Bouffes-Parisiens, 10 décembre 1861.
- Une fin de bail, opérette en un acte, avec Ludovic Halévy, musique de Alphonse Varney, théâtre des Bouffes-Parisiens, 29 janvier 1862.
- Jacqueline, opérette, avec Ludovic Halévy (un commun pseudonyme Pol d’Arcy), musique de Jacques Offenbach, théâtre des Bouffes-Parisiens, 14 octobre 1862.
- Aladin ou la Lampe merveilleuse, féerie en 1 prologue et 3 actes, avec d'Ennery, musique d'Adolphe de Groot (Châtelet, 03 octobre 1863)
- Les Bergers, opéra-comique, en trois actes, avec Philippe Gille, musique de Jacques Offenbach, théâtre des Bouffes-Parisiens, 11 décembre 1865.
- L'Œil crevé, folie musicale en trois actes de Hervé, livret remanié par  Hector Crémieux. Théâtre des Folies-Dramatiques, 12 octobre 1867. Repris au théâtre de la Renaissance, le 24 septembre 1881. Donné au Palazetto Bru Zane sous le titre de « V'lan dans l'œil », le 30 août 2021.
- Robinson Crusoé, opéra-comique en trois actes et 5 tableaux, avec Eugène Cormon, musique de Jacques Offenbach, théâtre de l'Opéra-Comique, 23 novembre 1867. Reprise au Komische Oper Berlin en décembre 2024, mise-en-scène Felix Seiler.
- Geneviève de Brabant, opéra-bouffon en trois actes et 9 tableaux, avec Étienne Tréfeu, musique de Jacques Offenbach, théâtre des Menus-Plaisirs le 26 décembre 1867 (deuxième version). Remanié en 5 actes, Gaîté-Lyrique, 25 février 1875.
- Le Pont des soupirs, opéra-bouffe en quatre actes, avec Ludovic Halévy, musique de Jacques Offenbach, théâtre des Variétés, 8 mai 1868.
- Le Petit Faust, opéra-bouffe en trois actes, en quatre tableaux, avec Adolphe Jaime, musique de Hervé, théâtre des Folies-Dramatiques, 23 avril 1869. Reprise au Théâtre Déjazey en janvier 2014, mise-en-scène Rémy Préchac.
- Les Turcs, opéra-bouffe en trois actes, avec Adolphe Jaime, musique de Hervé, théâtre des Folies-Dramatiques, 23 décembre 1869.
- Le Trône d'Écosse, opéra-bouffe en trois actes et quatre tableaux, avec Adolphe Jaime, musique de Hervé, théâtre des Variétés, 17 novembre 1871.
- Le Tour du Cadran, folie-vaudeville en 5 actes et 6 tableaux avec Henry Bocage (Variétés, 9 septembre 1872).
- La Veuve du Malabar, opéra-bouffe en trois actes, avec Alfred Delacour, musique d’Hervé, théâtre des Variétés, 26 avril 1873.
- La Jolie Parfumeuse, opéra-comique en trois actes, avec Ernest Blum, musique de Jacques Offenbach, théâtre de la Renaissance, 29 novembre 1873.
- Le Salon Cerise, comédie en un acte avec Ernest Blum ( Renaissance, 23 novembre 1873)
- Orphée aux enfers, opéra féerique en 4 actes (nouvelle version), avec Ludovic Halévy, musique de Jacques Offenbach (Gaîté, 07 février 1874).
- Bagatelle, opéra-comique en un acte, avec Ernest Blum, musique de Jacques Offenbach, théâtre des Bouffes-Parisiens, 21 mai 1874.
- La Famille Trouillat, ou la Rosière d'Honfleur, opérette bouffe en trois actes, avec Ernest Blum, musique de Léon Vasseur, théâtre de la Renaissance, 10 septembre 1874.
- Geneviève de Brabant, opéra-bouffon-féerie en cinq actes, avec Étienne Tréfeu, musique de Jacques Offenbach, théâtre de la Gaîté, 25 février 1875 (troisième version). Reprise  à l'Opéra national de Lorraine en décembre 2016 dans une mise-en-scène de Carlos Wagner.
- La Belle Poule, opéra-bouffe en trois actes, avec Albert de Saint-Albin, musique de Hervé, théâtre des Folies-Dramatiques, 30 décembre 1875.
- La Foire Saint-Laurent, opéra bouffe en 3 actes, avec Albert de  Saint-Albin, musique de Jacques Offenbach (Programme d’ouverture des Bouffes Parisiens ; Folies-Dramatiques, 10 février 1877).